# Arturo Colautti
Arturo Colautti (Zadar, Croàcia, 1851 - Roma 1914) va ser un poeta, novel·lista, comediògraf, llibretista i publicista italià. És conegut per haver escrit els llibrets de les òperes Adriana Lecouvreur de Francesco Cilea i Fedora de Umberto Giordano.
Fill d'un home de Friuli i d'una dona francesa. Va estudiar lletres a la Universitat de Viena. Després de graduar-se, ha de fugir de la ciutat, perseguit per la policia austrohúngara per les seves tendències polítiques. Viu a Milà durant dos períodes, entre 1881 i 1884, i entre 1902 i 1914.